# Yavuz Sultan Selim
O Yavuz Sultan Selim foi um cruzador de batalha operado pela Marinha Otomana e depois pelas Forças Navais Turcas, sendo a segunda e última embarcação da Classe Moltke depois do SMS Moltke. Sua construção começou em agosto de 1909 na Blohm & Voss e foi lançado ao mar em março de 1911 originalmente como o SMS Goeben da Marinha Imperial Alemã, sendo comissionado em julho do ano seguinte. Era armado com de dez canhões de 283 milímetros, tinha um deslocamento de mais de 25 mil toneladas e alcançava uma velocidade máxima de 25 nós.
O Goeben foi designado para servir na Divisão do Mediterrâneo junto com o SMS Breslau. Depois do início da Primeira Guerra Mundial, os dois escaparam de forças britânicas e chegaram em Constantinopla, onde foram transferidos para o Império Otomano. O Goeben tornou-se a capitânia da Marinha Otomana e foi renomeado para Yavuz Sultan Selim. Ele atuou principalmente contra alvos russos no Mar Negro, atacando outros navios e instalações costeiras. Ele realizou uma surtida para o Mar Egeu em janeiro de 1918, afundando monitores britânicos mas batendo em várias minas.
A embarcação permaneceu ancorada em İzmit depois da guerra, lentamente se deteriorando. Ele passou por uma grande reforma na França entre 1927 e 1930. Foi renomeado para TCG Yavuz em 1936 e dois anos depois foi responsável por levar o corpo de Mustafa Kemal Atatürk de Istambul para İzmit. O navio permaneceu como a capitânia das Forças Navais Turcas até ser descomissionado em dezembro de 1950. O governo turco tentou vender a embarcação de volta para a Alemanha Ocidental, porém a oferta foi recusada e ele acabou desmontado entre 1973 e 1976.

## Características
A Marinha Imperial Alemã estava no início do século XX em uma corrida armamentista contra a Marinha Real Britânica, com o Escritório Imperial Naval considerando em 1907 planos para um novo cruzador de batalha a ser construído no ano seguinte. Um aumento no orçamento criou a possibilidade de aumentar o tamanho dos canhões principais dos 283 milímetros usados no SMS Von der Tann para 305 milímetros, porém o almirante Alfred von Tirpitz, o Secretário de Estado da Marinha, preferia adicionar duas armas de 283 milímetros a mais. O Escritório de Construção concordou com ele e assim duas embarcações foram autorizadas para 1908 e 1909, que se tornariam a Classe Moltke.

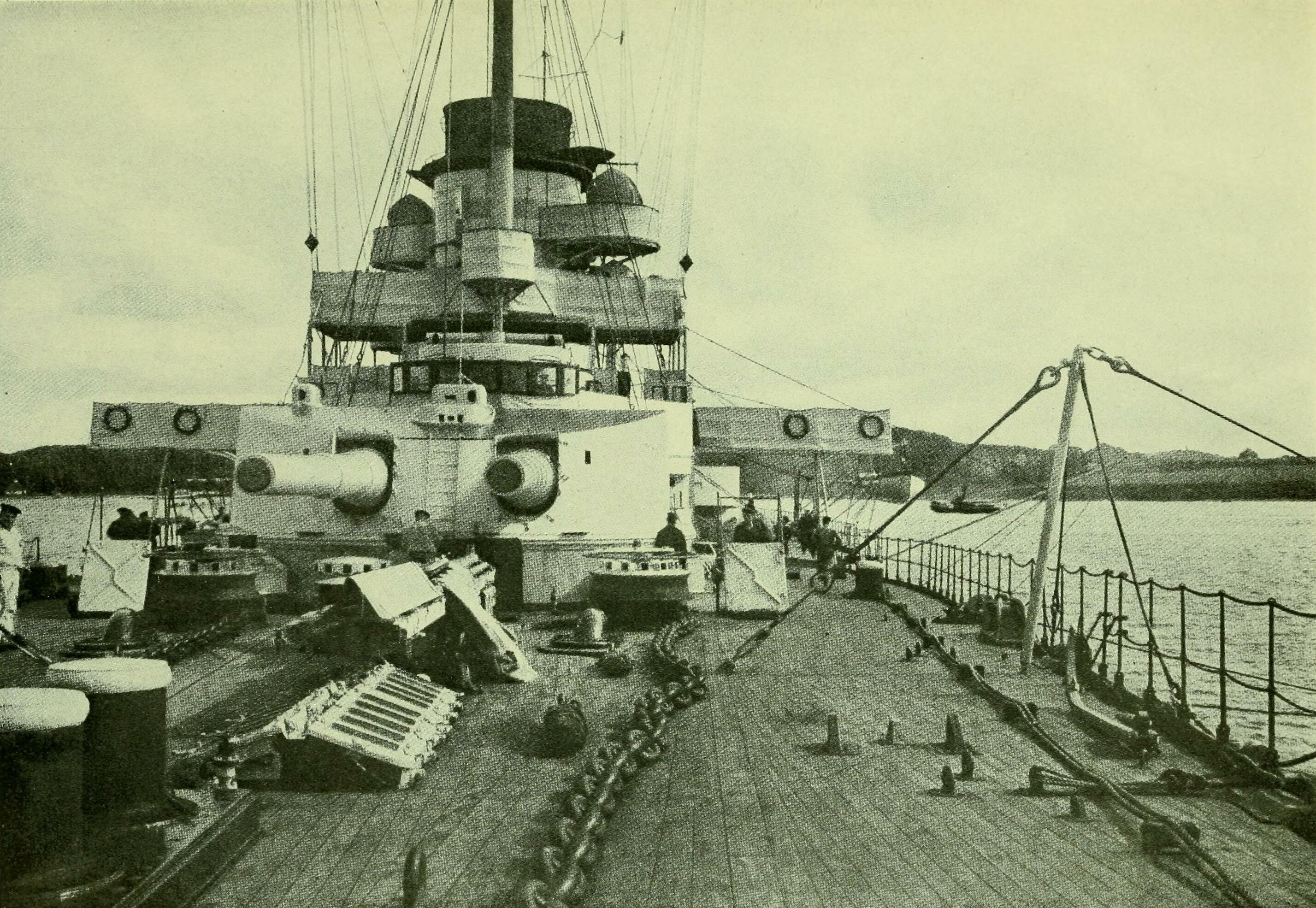
A torre de artilharia de vante em 1914

O navio tinha 186,6 metros de comprimento de fora a fora, uma boca de 29,4 metros e um calado máximo de 9,19 metros. Seu deslocamento normal era de 22 979 toneladas e o deslocamento carregado de 25,4 mil toneladas. Seu sistema de propulsão era composto por 24 caldeiras de tubos d'água Thornycroft a carvão que alimentavam quatro turbinas a vapor Parsons. A potência indicada era de 52 mil cavalos-vapor (38,2 mil quilowatts) para uma velocidade máxima de 25,5 nós (47,2 quilômetros por hora), porém ao navio excedeu esses valores durante seus testes marítimos. Sua autonomia era de 4 120 milhas náuticas (7 630 quilômetros) a catorze nós (26 quilômetros por hora). Sua tripulação era de 43 oficiais e 1 010 marinheiros.
Seu armamento principal tinha dez canhões calibre 50 de 283 milímetros montados em cinco torres de artilharia duplas, uma à vante da superestrutura, duas à meia-nau em um arranjo en echelon e as outras duas à ré, com uma sobreposta sobre a outra. O armamento secundário tinha doze canhões calibre 45 de 149 milímetros em casamatas individuais espalhadas pela parte central da embarcação. Também tinha doze canhões calibre 45 de 88 milímetros em montagens individuais na proa, popa e ao redor da torre de comando de vante para defesa contra barcos torpedeiros. Por fim, tinha quatro tubos de torpedo de quinhentos milímetros. Sua blindagem era feita de aço cimentado Krupp e seu cinturão principal tinha 280 milímetros de espessura na cidadela blindada, onde protegia os depósitos de munição e salas de máquinas. Sua espessura diminuía para 76 milímetros nas duas extremidades. O convés tinha 25 a 76 milímetros, inclinando-se para baixo nas laterais com o objetivo de se conectar com a extremidade inferior do cinturão. As torres de artilharia tinham frentes de 230 milímetros, ficando em cima de barbetas com a mesma espessura.

## Carreira

### Início de serviço

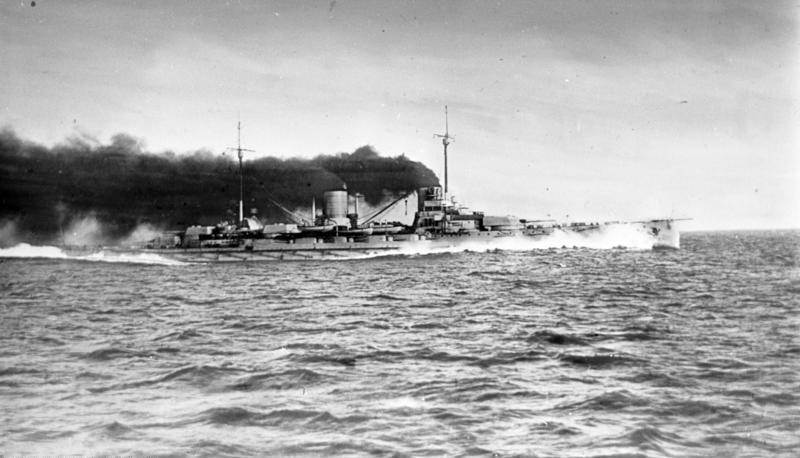
O Goeben em 1912

A Marinha Imperial encomendou o Goeben, o terceiro cruzador de batalha da Alemanha, em 8 de abril de 1909 sob o nome provisório de "H". Seu contrato de construção foi firmado com os estaleiros da Blohm & Voss em Hamburgo, ocorrendo sob o número de construção 201. Seu batimento de quilha ocorreu em 19 de agosto e seu casco completo foi lançado ao mar em 28 de março de 1911. Seguiram-se os trabalhos de equipagem e a embarcação finalizada foi comissionada na frota alemã em 2 de julho de 1912.
A Primeira Guerra Balcânica começou em outubro de 1912 e o Estado-Maior Geral determinou que uma Divisão Mediterrânea era necessária para projetar poder alemão no Mar Mediterrâneo, assim o Goeben foi enviado para Constantinopla no Império Otomano junto do cruzador rápido SMS Breslau. Os dois deixaram Kiel em 4 de novembro e chegaram no seu destino no dia 15. O Goeben começou a visitar vários portos da região a partir de abril de 1913, incluindo Veneza e Nápoles na Itália, Pola na Áustria-Hungria e então o litoral albanês. Retornou para Pola ao final da viagem e permaneceu em manutenção no local entre 21 de agosto e 16 de outubro.
A Segunda Guerra Balcânica começou em junho de 1913 e foi decidido manter a Divisão Mediterrânea na área. O contra-almirante Wilhelm Souchon assumiu o comando da divisão em 23 de outubro. O Goeben e o Breslau continuaram suas atividades no Mediterrâneo, visitando pelo ano seguinte mais de oitenta portos. A Marinha Imperial planejou substituir o Goeben por seu irmão SMS Moltke, porém o assassinato em 28 de junho de 1914 do arquiduque Francisco Fernando da Áustria, o herdeiro presuntivo do trono austro-húngaro, e o subsequente aumento das tensões na Europa entre as grandes potências impossibilitou essa troca. Souchon avaliou logo depois do assassinato que uma guerra era iminente, assim ordenou que seus navios fossem para Pola a fim de passarem por reparos. Engenheiros vieram da Alemanha para trabalharem nas embarcações. O Goeben teve 4 460 tubos das caldeiras substituídos, dentre outros reparos. Os navios partiram para Messina na Itália quando esses trabalhos foram terminados.

### Primeira Guerra Mundial

#### Perseguição

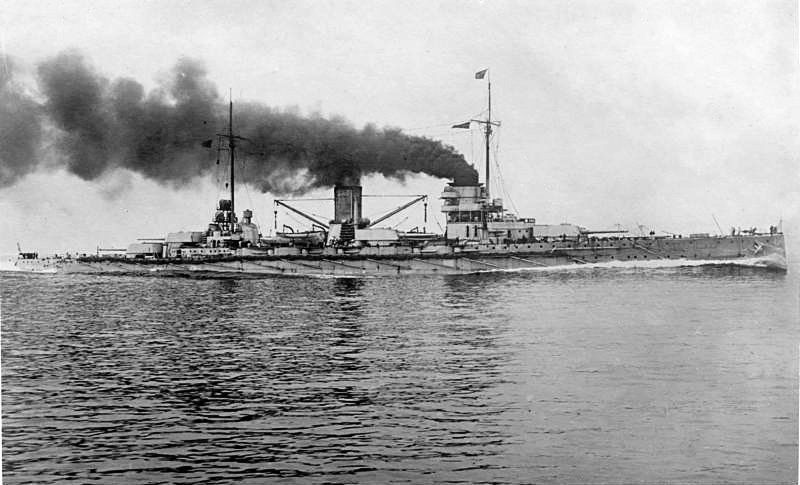
O Goeben no Mediterrâneo em 1914

O imperador Guilherme II da Alemanha tinha ordenado que, em caso de guerra, o Goeben e o Breslau deveriam realizar incursões no oeste do Mediterrâneo para impedir que tropas francesas viajassem do Norte da África de volta para a França, ou que deveriam fugir para o Oceano Atlântico e tentar voltar de alguma forma para a Alemanha de acordo com o discernimento do comandante da divisão. Os dois navios estavam seguindo para a Argélia em 3 de agosto de 1914 quando Souchon foi informado que a Alemanha tinha declarado guerra contra a França. O Goeben assim bombardeou Philippeville na Argélia por dez minutos enquanto o Breslau fazia o mesmo em Bône, seguindo as ordens de Guilherme. Tirpitz e o almirante Hugo von Pohl então transmitiram ordens secretas para Souchon instruindo-o a navegar para Constantinopla, uma violação direta das ordens do imperador e sem seu conhecimento.
O Goeben não poderia chegar em Constantinopla sem reabastecer, assim os navios foram para Messina. Os alemães encontraram no caminho os cruzadores de batalha britânicos HMS Indomitable e HMS Indefatigable, mas nenhum dos lados abriu fogo já que a Alemanha ainda não estava em guerra contra o Reino Unido. Os britânicos passaram a segui-los, mas os alemães conseguiram despistá-los e chegar em segurança em Messina no dia 5. O reabastecimento no local foi dificultado pela declaração de neutralidade da Itália feita em 2 de agosto. Sob a lei internacional, navios beligerantes podiam permanecer em um porto neutro por apenas 24 horas. Autoridades navais italianas simpáticas aos alemães permitiram que o Goeben e o Breslau permanecessem em Messina por 36 horas enquanto eles reabasteciam de um carvoeiro alemão. Mesmo assim, o suprimento de carvão do Goeben ainda não o bastante para chegar em Constantinopla, então Souchon arranjou para se encontrar com outro carvoeiro no Mar Egeu. A frota francesa permaneceu no oeste do Mediterrâneo, pois o vice-almirante Augustin Boué de Lapeyrère, o comandante das forças navais francesas na região, estava convencido de que os alemães tentariam escapar para o Atlântico ou se juntar aos austro-húngaros em Pola.

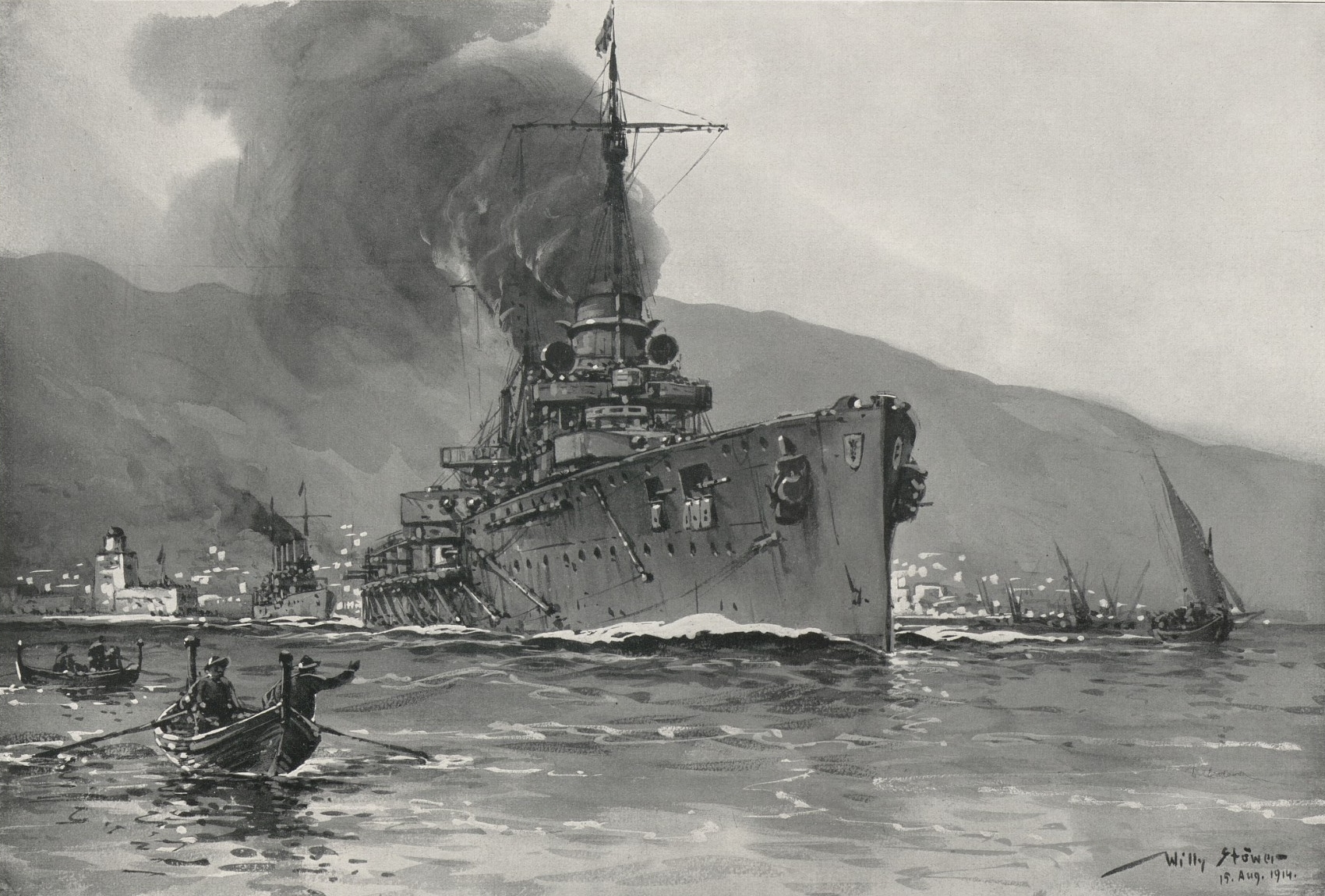
Ilustração de Willy Stöwer do Goeben e Breslau chegando em Constantinopla

As duas embarcações deixaram Messina na manhã de 6 de agosto por meio da entrada sul do Estreito de Messina e seguiram para o leste do Mediterrâneo. Os dois cruzadores de batalha britânicos estavam a 185 quilômetros de distância, com um terceiro, o HMS Inflexible, reabastecendo em Bizerta. A única força naval britânica no caminho era a 1ª Esquadra de Cruzadores, composta pelos cruzadores blindados HMS Defence, HMS Black Prince, HMS Duke of Edinburgh e HMS Warrior sob o comando do contra-almirante Ernest Troubridge. Os alemães seguiram inicialmente para o Mar Adriático como despiste, com Troubridge caindo na manobra, levando seus navios para a entrada do Adriático. Ele deu a volta assim que percebeu seu erro e ordenou que o cruzador rápido HMS Dublin e dois contratorpedeiros lançassem um ataque de torpedos. Os olheiros do Breslau avistaram os navios, com ele e o Goeben conseguindo escapar sem serem detectados no meio da noite. Troubridge encerrou a perseguição na manhã do dia 7, convencido de que qualquer ataque de seus cruzadores antigos contra o Goeben seria suicídio. O resto da viagem foi tranquilo.
O Goeben reabasteceu no litoral da Donoussa, próximo de Naxos. Os dois navios entraram em Dardanelos durante a tarde de 10 de agosto. Eles foram recebidos por um barco de piquete otomano que os guiou até o Mar de Mármara. O governo otomano, com o objetivo de burlar os requerimentos de neutralidade, propôs que as embarcações fossem transferidas para a Marinha Otomana "por meio de uma venda fictícia". Entretanto, antes dos alemães aprovarem a ideia, os otomanos anunciaram logo no dia 11 que o Goeben e o Breslau tinham sido comprados por oitenta milhões de marcos. Os dois foram comissionados na Marinha Otomana durante uma cerimônia formal em 16 de agosto. Souchon aceitou em 23 de setembro uma oferta para comandar a frota otomana. O Goeben foi renomeado para Yavuz Sultan Selim e o Breslau para Midilli; suas tripulações alemãs permaneceram, mas passaram a usar uniformes e chapéus fez otomanos.

#### Mar Negro

##### 1914

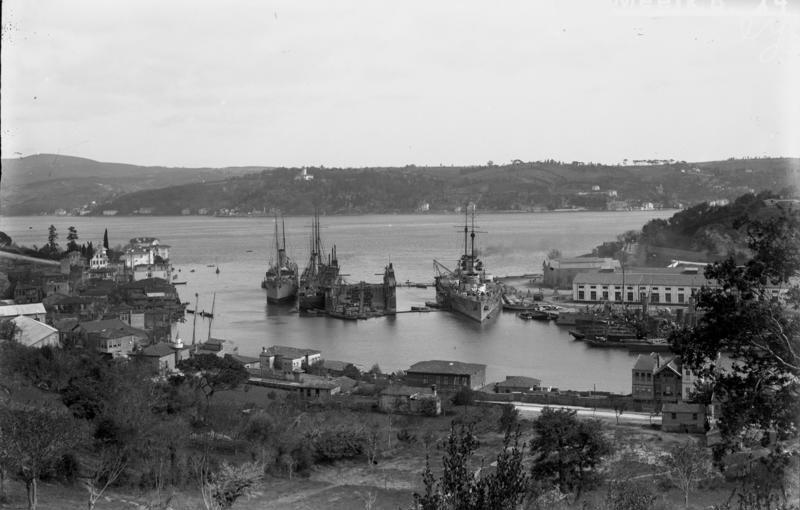
O Yavuz Sultan Selim atracado em İstinye c. 1914–1915

O Yavuz Sultan Selim bombardeou Sebastopol em 29 de outubro em sua primeira operação contra a Rússia, apesar do Império Otomano na época ainda não ter entrado na guerra. Souchon realizou a operação com o objetivo de forçar a entrada otomana no lado alemão. Um projétil russo de 254 milímetros acertou a segunda chaminé do navio, porém não detonou e causou danos irrelevantes. Outros dois acertos infligiram danos pequenos. A embarcação e suas escoltas passaram por um inativo campo minado russo durante a operação. O Yavuz Sultan Selim encontrou no caminho de volta o lança-minas russo Prut, que deliberadamente se afundou com setecentas minas a bordo depois de um breve confronto. O contratorpedeiro russo Lieutenant Pushkin também foi danificado por dois projéteis de 149 milímetros do cruzador de batalha. A Rússia declarou guerra contra o Império Otomano em 1º de novembro em resposta ao bombardeio, forçando os otomanos para a Primeira Guerra Mundial. A França e o Reino Unido bombardearam fortalezas otomanas em Dardanelos em 3 de novembro e também declararam guerra dois dias depois. Os russos concluíram que sua Frota do Mar Negro teria de permanecer consolidada para que seus navios não fossem derrotados um por um pelo Yavuz Sultan Selim.
O cruzador de batalha e o Midilli interceptaram a Frota do Mar Negro em 18 de novembro a dezessete milhas náuticas (31 quilômetros) da Crimeia enquanto os russos retornavam de um bombardeio contra Trebizonda, resultando na Batalha do Cabo Saric. Era aproximadamente meio-dia, porém o clima estava tomado por neblina e assim os dois lados inicialmente não se avistaram. Os russos tinham experimentado em concentrar os disparos de vários navios sob o controle de um navio "mestre", com o couraçado pré-dreadnought Evstafi, que estava na vanguarda da linha de batalha russa, não disparando até que o Ioann Zlatoust, o navio mestre, pudesse enxergar o Yavuz Sultan Selim. Os comandos de artilharia enviados mostraram uma distância de 3,7 quilômetros a mais das próprias estimativas do Evstafi, assim este abriu fogo usando seus próprios dados antes do Yavuz Sultan Selim virar para disparar. O navio otomano foi acertado por um projétil de 305 milímetros que penetrou a casamata de um dos canhões secundários, detonando algumas das munições de pronto uso e iniciando um incêndio que tomou toda a casamata e matou os artilheiros. Treze tripulantes morreram e outros três ficaram feridos.
O Yavuz Sultan Selim disparou de volta e acertou o Evstafi em uma de suas chaminés; o projétil detonou depois de atravessar a chaminé e destruiu a antena para o rádio de controle de disparo, impedindo que o Evstafi corrigisse os dados incorretos do Ioann Zlatoust. Os outros couraçados russos usaram os dados do Ioann Zlatoust ou nem chegaram a enxergar os otomanos. O Yavuz Sultan Selim acertou o Evstafi mais três vezes, porém um dos projéteis não detonou. Souchon decidiu recuar depois de catorze minutos de batalha. O Yavuz Sultan Selim disparou ao todo dezenove projéteis de 283 milímetros e acertou quatro, matando ao todo 34 tripulantes russos e ferindo mais 24.
O Yavuz Sultan Selim e o Midilli protegeram comboios de tropas entre 5 e 6 de dezembro, enquanto no dia 10 o cruzador de batalha bombardeou Batumi. O Yavuz Sultan Selim e o cruzador protegido Hamidiye escoltaram transportes de tropas para Trebizonda em 23 de dezembro. O navio bateu em uma mina em 26 de dezembro enquanto voltava de outra escolta; a explosão ocorreu a estibordo abaixo da torre de comando, aproximadamente uma milha náutica do Bósforo. A mina abriu um buraco de cinquenta metros quadrados no casco, porém a antepara antitorpedo aguentou. O navio bateu em uma segunda mina dois minutos depois, desta vez a bombordo à vante da barbeta de meia-nau. Esta abriu um buraco de 64 metros quadrados, com a antepara se deformando trinta centímetros para dentro mas mantendo a integridade estanque da embarcação. Mesmo assim, por volta de seiscentas toneladas de água entraram. Não havia uma doca grande o bastante no Império Otomano para comodar o Yavuz Sultan Selim, assim reparos temporários foram feitos em uma ensecadeira. Os buracos foram fechados com concreto, que aguentaram por vários anos até que reparos mais permanentes fossem necessários.

##### 1915
O navio partiu do Bósforo ainda danificado em 28 de janeiro de 1915 e depois novamente em 7 de dezembro com o objetivo de ajudar o Midilli escapar doe embarcações russas em perseguição; também deu cobertura para o retorno do Hamidiye. Depois disso ficou sob reparos para os danos das minas até maio. O Yavuz Sultan Selim deixou o Bósforo na companhia do Midilli em 1º de abril, ainda com os reparos incompletos, a fim de dar cobertura para a retirada do Hamidiye e o cruzador protegido Mecidiye, que tinham sido enviados para bombardear Odessa. Fortes correntes marítimas forçaram os cruzadores a 24 quilômetros para o leste até baía que dava para Nikolaev. Voltaram a navegar para o oeste depois de uma correção de curso, mas o Mecidiye bateu em uma mina e afundou, forçando o cancelamento da operação. Os russos perseguiram o Yavuz Sultan Selim e o Midilli durante o dia todo depois destes terem aparecido em Sebastopol e afundado dois cargueiros, com vários torpedeiros sendo destacados para um ataque. Apenas o Gnevny conseguiu aproximar-se o suficiente para lançar torpedos, que erraram todos. Os dois navios otomanos retornaram em segurança para o Bósforo.

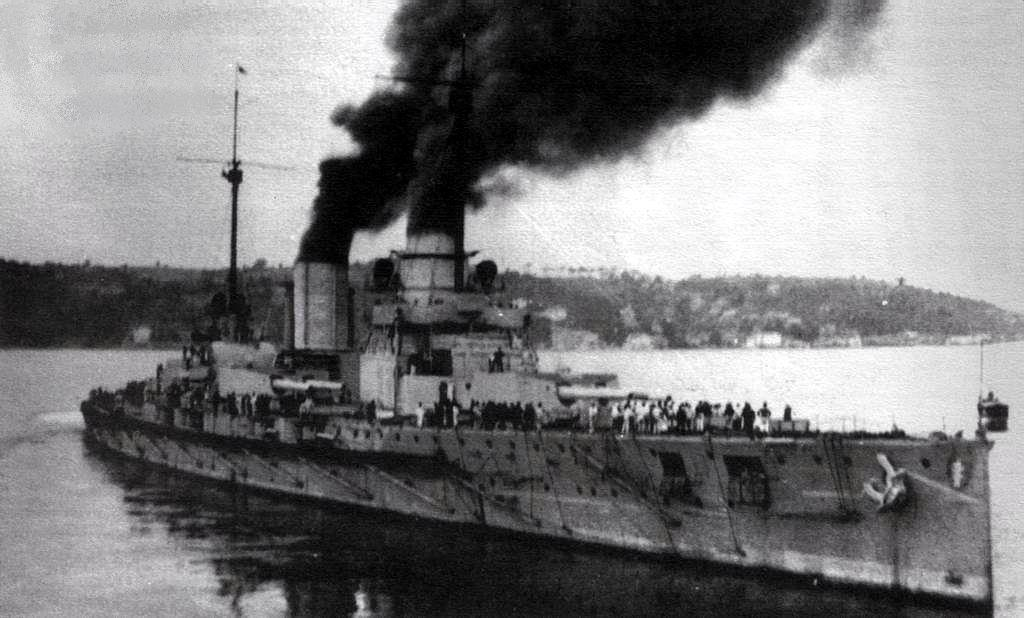
O Yavuz Sultan Selim em 1915

Em 25 de abril, no mesmo dia que os Aliados desembarcarem em Dardanelos, forças russas aproximaram-se bombardearam fortes que protegiam o Bósfoto. O Yavuz Sultan Selim foi para o sul de Dardanelos a fim de bombardear as tropas inimigas, acompanhado do antigo pré-dreadnought Turgut Reis. Eles foram avistados ao amanhecer por um balão enquanto seguiam para suas posições. O Yavuz Sultan Selim deixou sua posição de disparo perto dos penhascos quando os projéteis do couraçado britânico HMS Queen Elizabeth começaram a cair próximos de si, seguindo para onde não poderia ser atingido. Ele tentou um novo bombardeio no dia 30, mas desta vez foi avistado pelo pré-dreadnought HMS Lord Nelson, que tinha ido para Dardanelos a fim de bombardear o quartel-general otomano em Çanakkale. O navio britânico conseguiu disparar apenas cinco projéteis antes do cruzador de batalha se afastar.
O Yavuz Sultan Selim partiu em 1º de maio para a Baía de Beikos depois de uma frota russa ter bombardeado fortificações no Bósforo. Seis dias depois ele fez uma surtida infrutífera até Sebastopol à procura de embarcações russas. Não bombardeou Sebastopol porque estava com pouca munição. Estava voltando para casa na manhã de 10 de maio quando avistou os pré-dreadnoughts russos Tri Sviatitelia e Panteleimon, abrindo fogo. O Yavuz Sultan Selim foi acertado duas vezes em dez minutos, mas não foi seriamente danificado. Souchon recuou e voltou para o Bósforo, sendo perseguido por embarcações russas menores. Dois de seus canhões de 149 milímetros foram desembarcados mais tarde no mesmo mês para uso em terra, enquanto os quatro canhões de 88 milímetros que ficavam na superestrutura de ré também foram removidos. Quatro canhões antiaéreos de 88 milímetros foram instalados em seus lugares até o final do ano.
O Midilli bateu em uma mina em 18 de abril., impedindo-o de continuar escoltando comboios de carvão de Zonguldak até o Bósforo. O Yavuz Sultan Selim assumiu a tarefa e em 10 de agosto escoltou cinco carvoeiros junto com o Hamidiye e três barcos torpedeiros. O comboio foi atacado pelo submarino russo Tyulen, que afundou um dos carvoeiros. O Tyulen e outro submarino tentaram atacar o Yavuz Sultan Selim no dia seguinte, porém não conseguiram chegar em uma posição de disparo. Os contratorpedeiros russos Bystry e Pronzitelni atacaram em 5 de setembro um comboio escoltado pelo Hamidiye e dois barcos torpedeiros. Os canhões de 150 milímetros do Hamidiye quebraram durante o combate e o Yavuz Sultan Selim foi chamado para ajudar, mas chegou muito tarde; os carvoeiros otomanos já tinham sido encalhados para que não fossem capturados.
O cruzador de batalha partiu do Bósforo novamente em 21 de setembro com o objetivo de afugentar três contratorpedeiros russos que estavam atacando navios no litoral otomano. Missões de escolta continuaram até 14 de novembro, quando o submarino Morzh quase acertou o Yavuz Sultan Selim com dois torpedos próximo do Bósforo. Souchon decidiu que o risco para o navio era muito grande e suspendeu o sistema de comboios. Em vez disso, foi estabelecido que apenas as embarcações rápidas o suficiente para fazerem a viagem de Zonguldak para Constantinopla em uma noite seriam permitidas, enquanto barcos torpedeiros ficaram na entrada do Bósforo para a defesa contra submarinos. Os russos finalizaram em meados de 1915 os couraçados Imperatritsa Maria e Imperatritsa Ekaterina Velikaia, ameaçando ainda mais as atividades do Yavuz Sultan Selim.

##### 1916–1917

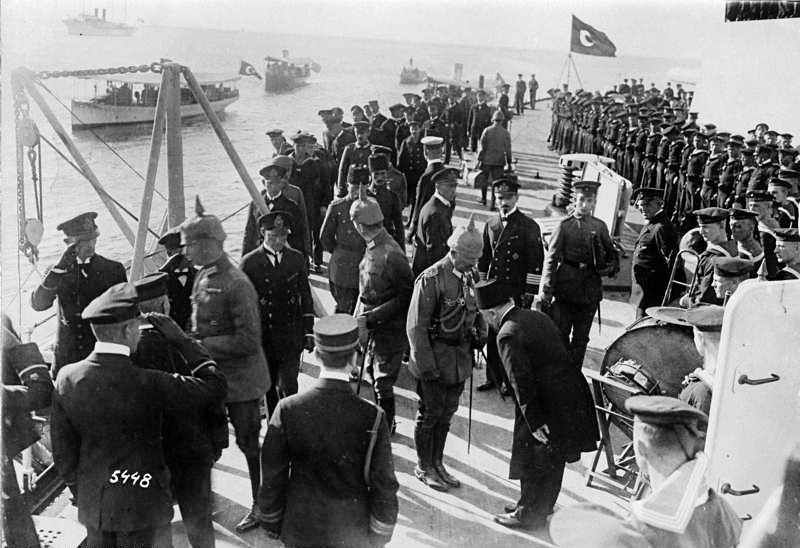
Guilherme II visitando o Yavuz Sultan Selim em outubro de 1917 durante uma viagem a Constantinopla

O Yavuz Sultan Selim foi enviado em 8 de janeiro de 1916 até Zonguldak para proteger um carvoeiro vazio de contratorpedeiros russos na área, porém o navio foi afundando antes do cruzador de batalha poder chegar. Ele encontrou o Imperatritsa Ekaterina Velikaia na viagem de volta, com os dois entrando em um breve duelo de artilharia a partir de uma distância de 18,5 quilômetros. O Yavuz Sultan Selim virou para o sudoeste e disparou cinco salvos de seus canhões principais durante os primeiros quatro minutos de confronto. Nenhum dos lados acertou o alvo, mas estilhaços de quase acertos acertaram a embarcação otomana. Foi a única ação entre dois dreadnoughts a ocorrer no Mar Negro. Apesar do Yavuz Sultan Selim ser nominalmente mais rápido que o Imperatritsa Ekaterina Velikaia, seu casco nessa época estava cheio de bioincrustrações e os eixos de suas hélices em condições deterioriadas. Isto dificultou sua fuga do poderoso couraçado russo, que supostamente alcançou uma velocidade de 23,5 nós (44 quilômetros por hora).
As forças russas nessa época estavam conquistando ganhos significativos sobre território otomano na Campanha do Cáucaso. Consequentemente, com o objetivo de impedir mais avanços russos, o Yavuz Sultan Selim foi enviado às pressas para Trebizonda em 4 de fevereiro com 429 oficiais e soldados, uma bateria de artilharia, unidades de aviação e metralhadoras, mil rifles e trezentos cartuchos de munição. A Marinha Imperial Russa desembarcou em 4 de março um destacamento de 2,1 mil soldados, mais peças de artilharia e cavalos, nos dois lados do porto de Atina. Os otomanos foram pegos de surpresa e forçados a evacuar. Outro desembarque ocorreu em junho na Baía de Kavata ao leste de Trebizonda. Os otomanos contra-atacaram no final do mês e penetraram nas linhas russas. O Yavuz Sultan Selim e o Midilli realizaram uma série de operações litorâneas para dar apoio aos ataques. O cruzador de batalha bombardeou o porto de Tuapse em 4 de julho, afundando um navio a vapor e uma escuna motorizada. As embarcações otomanas seguiram para o norte a fim de dar a volta atrás dos russos, porém o Imperatritsa Maria e Imperatritsa Ekaterina Velikaia deixaram Sebastopol para interceptá-los. O Yavuz Sultan Selim e o Midilli acabaram em seguida retornando para o Bósforo, onde o cruzador de batalha entrou em uma doca e ficou sob reparos até setembro para corrigir seus eixos das hélices.
A escassez de carvão ficou cada vez pior até que Souchon foi forçado a suspender as operações do Yavuz Sultan Selim e Midilli por todo o ano de 1917. Um bombardeiro britânico Handley Page Type O do Real Serviço Aeronaval vindo de Mudros, na Grécia, tentou atacar o Yavuz Sultan Selim em 10 de julho com oito bombas de 51 quilogramas lançadas de 240 metros de altura. Todas erraram seu alvo, mas acabaram afundando o contratorpedeiro Yadigar-i Millet, tornando-se o maior navio afundado exclusivamente por um ataque aéreo durante a Primeira Guerra Mundial. Um armistício entre o Império Otomano e a Rússia foi assinado em dezembro de 1917 depois da Revolução Russa começar, sendo formalizado em março de 1918 pelo Tratado de Brest-Litovski, com o suprimento de carvão sendo depois disso reestabelecido para o leste otomano.

##### 1918

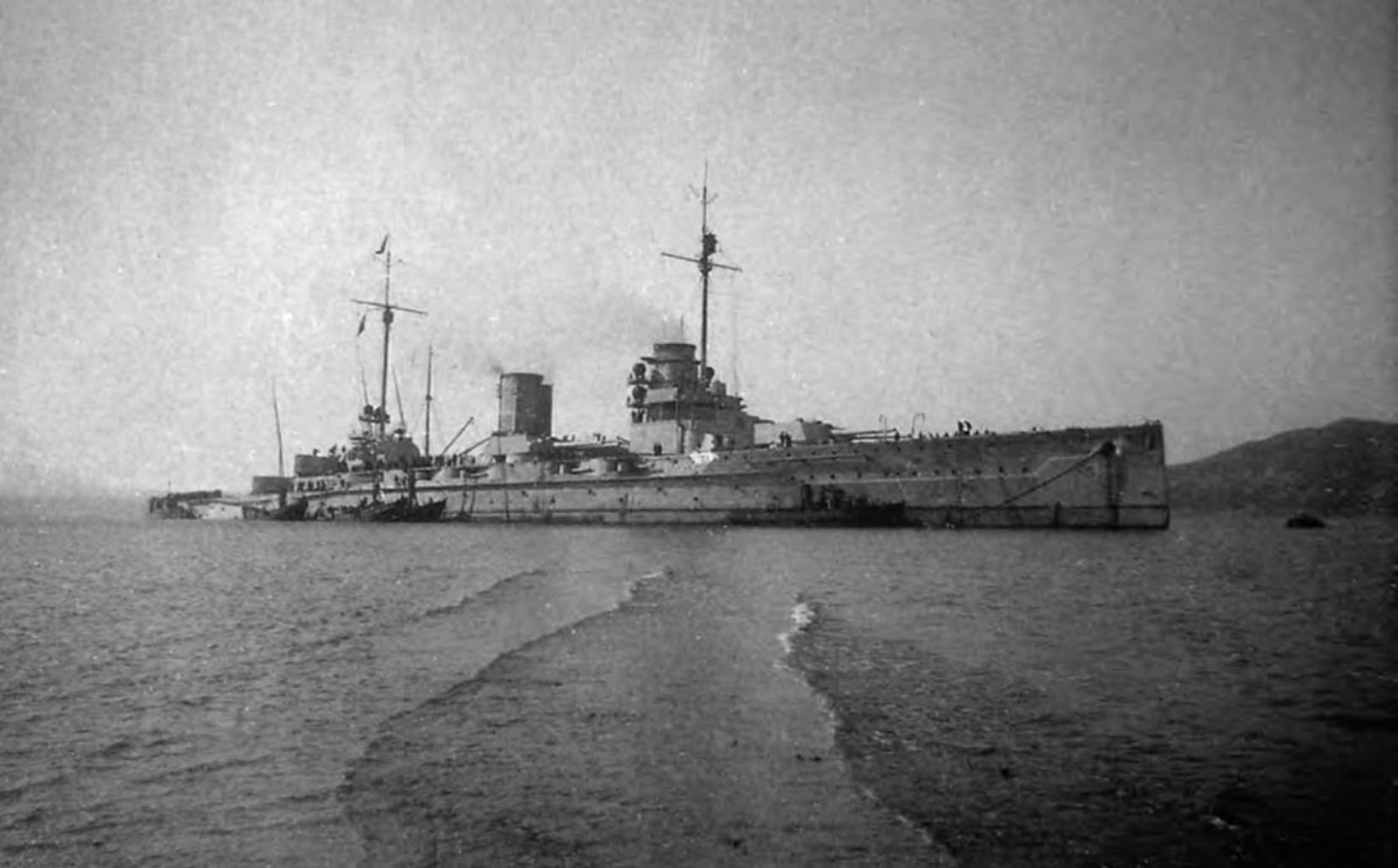
O Yavuz Sultan Selim encalhado em Ponto Nagara em fevereiro de 1918

O Yavuz Sultan Selim e o Midilli partiram de Dardanelos em 20 de janeiro de 1918 sob o comando do vice-almirante Hubert von Rebeur-Paschwitz, que tinha substituído Souchon em setembro. Sua intenção era atrair forças Aliadas para longe da Palestina em apoio às forças otomanas no local. Na resultante Batalha de Imbros, o cruzador de batalha surpreendeu e afundou os monitores britânicos HMS Raglan e HMS M28, que estavam ancorados e sem o apoio dos pré-dreadnoughts que deveriam estar os protegendo. Rebeur-Paschwitz decidiu seguir para Mudros, de onde o pré-dreadnought HMS Agamemnon estava partindo para interceptá-los. O Midilli bateu em várias minas no caminho e afundou, enquanto o próprio Yavuz Sultan Selim bateu em três. O navio recuou de volta para Dardanelos enquanto era perseguido pelos contratorpedeiros HMS Lizard e HMS Tigress, sendo intencionalmente encalhado em Ponto Nagara próximo de Dardanelos. Os britânicos realizaram um ataque aéreo contra o cruzador de batalha enquanto estava encalhado e o atingiram duas vezes, porém essas bombas não eram grandes o bastante para causar danos sérios. O monitor HMS M17 tentou alvejá-lo em 24 de janeiro, mas só conseguiu disparar dez projéteis antes de ser afugentado pela artilharia costeira. O submarino HMS E14 foi enviado em seguida, porém nessa altura o Turgut Reis já tinha conseguido rebocar o Yavuz Sultan Selim de volta para Constantinopla.
Antes que reparos pudessem ser realizados, o Yavuz Sultan Selim escoltou membros da Comissão Otomana do Armistício para Odessa em 30 de março, depois do qual o Tratado de Brest-Litovsk foi assinado. Foi para Sebastopol em maio, onde seu casco foi limpado e alguns vazamentos consertados. O navio mais vários contratorpedeiros foram para Novorossiisk em 28 de junho com o objetivo de internar os navios russos restantes, mas eles já tinham sido deliberadamente afundados quando chegaram. Os contratorpedeiros ficaram, mas o Yavuz Sultan Selim voltou para Sebastopol. A embarcação foi colocada na reserva em 14 de julho. Voltou para Constantinopla, onde ensecadeiras foram novamente erguidas ao seu redor, com os trabalhos de reparo em uma das áreas danificadas pelas minas sendo realizado entre 7 de agosto e 19 de outubro.
A Marinha Imperial Alemã formalmente transferiu a posse do navio para o Império Otomano em 2 de novembro. O Tratado de Sèvres de 1920 exigia que o Yavuz Sultan Selim fosse entregue para a Marinha Real Britânica como reparação de guerra, porém isto nunca ocorreu devido à Guerra de Independência da Turquia, que começou pouco depois do fim da Primeira Guerra Mundial, pois a Grécia tentou tomar territórios otomanos. A moderna Turquia saiu vitoriosa, com o Tratado de Sèvres sendo descartado e o Tratado de Lausanne assinado em seu lugar em 1923. Sob este tratado, a nova Turquia manteve posse de boa parte de sua frota, incluindo o Yavuz Sultan Selim.

### Pós-guerra

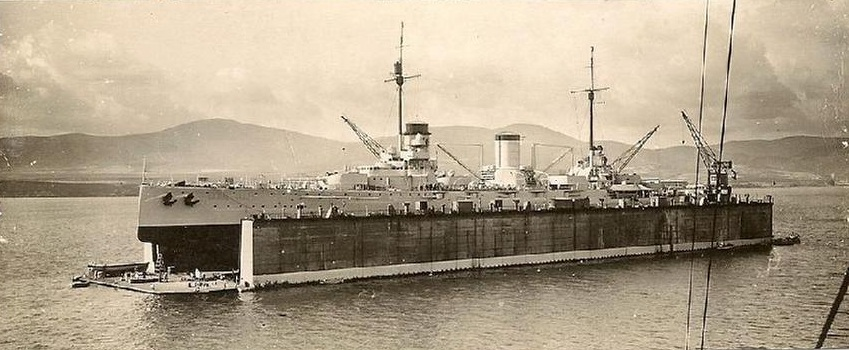
O Yavuz Sultan Selim em uma doca flutuante em Gölcük c. 1928

Um comprometimento para reformar o Yavuz Sultan Selim como a peça central das novas Forças Navais Turcas foi o único elemento constante de várias políticas navais propostas pelo recém estabelecido governo turco na década de 1920. O navio enquanto isso permaneceu se deteriorando em İzmit até 1926: apenas duas caldeiras estavam funcionando, ele não era capaz de navegar ou virar por conta própria e ainda tinha os danos de duas minas não reparados. Dinheiro suficiente foi levantado para comprar uma doca flutuante alemã de 26 mil toneladas, pois a embarcação não poderia ser rebocada para lugar algum sem o risco de afundar em mares bravios. A francesa Chantiers de Penhoët foi contratada em dezembro de 1926 para supervisionar as reformas, que foram realizadas no Estaleiro Naval de Gölcük. Os trabalhos ocorreram até 1930, sendo atrasado quando vários compartimentos da doca ruíram enquanto estavam sendo esvaziados. O Yavuz Sultan Selim foi levemente danificado antes de ser reflutuado, enquanto a doca precisou ser reparada antes dos trabalhos no cruzador de batalha prosseguirem. İhsan Eryavuz, o Ministro da Marinha, foi condenado por peculato na investigação que se seguiu. Outros atrasos foram causados por acusações de fraude que resultaram na abolição do Ministério da Marinha. O marechal Fevzi Çakmak, o Chefe do Estado-Maior, era contra construção naval e diminuiu o ritmo de todos os programas de construção depois das acusações. Trabalhos intensivos no cruzador de batalha só começaram depois da Marinha Helênica ter realizado em setembro de 1928 exercícios de grande escala próximos do litoral da Turquia, com o governo turco enxergando uma necessidade de combater a superioridade naval grega. Os turcos também encomendaram quatro contratorpedeiros e dois submarinos de estaleiros italianos. O governo grego, ao saber que o Yavuz Sultan Selim voltaria a ativa, propôs a Turquia uma moratória de construção naval de dez anos semelhante ao Tratado Naval de Washington, porém se dava ao direito de construir dois novos cruzadores. O governo turco rejeitou a proposta e argumentou que o cruzador de batalha era necessário para fazer frente ao crescimento da Frota Naval Militar Soviética no Mar Negro.
Os danos das minas foram finalmente consertados no decorrer da reforma, com seu deslocamento crescendo para 23,1 mil toneladas e seu casco levemente modificado. Seu comprimento foi reduzido em meio metro enquanto a boca cresceu em dez centímetros. Foi equipado com novas caldeiras e com um sistema de controle de disparo francês para seus canhões principais. Duas das armas de 149 milímetros foram removidas de suas casamatas. Seu esquema de blindagem não foi alterado para levar em conta as lições aprendidas na Batalha da Jutlândia de 1916. Voltou ao serviço em 1930 e retomou seu papel de capitânia das Forças Navais Turcas, tendo uma performance melhor do que esperado nos seus testes de velocidade. Seus testes de artilharia e controle de disparo também foram bem-sucedidos. Os quatro contratorpedeiros necessários para proteger o cruzador de batalha entraram em serviço entre 1931 e 1932, porém sua performance foi abaixo das especificações de projeto. Em resposta ao retorno em serviço do navio, a União Soviética transferiu no final de 1929 o couraçado Parizhskaia Kommuna e o cruzador rápido Profintern do Mar Báltico para o Mar Negro com o objetivo de garantir que a Frota do Mar Negro mantivesse paridade com as Forças Navais Turcas. O governo grego também respondeu encomendando dois contratorpedeiros.

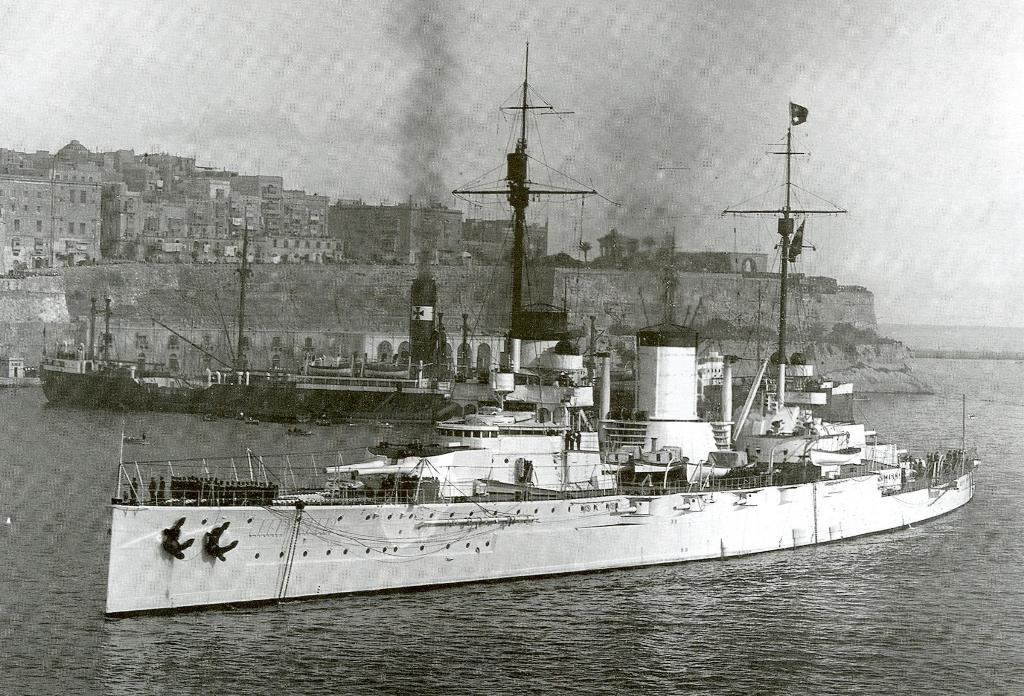
O Yavuz em Malta em 1936

O navio transportou o primeiro-ministro İsmet İnönü de Varna na Bulgária de volta para Istambul em 1933, enquanto no ano seguinte levou o xá Reza Pahlavi de Trebizonta para Samsun. Foi oficialmente renomeado em 1930 para TCG Yavuz Sultan e depois em 1936 para TCG Yavuz. Uma pequena reforma ocorreu em 1938 e em novembro transportou o corpo do presidente Mustafa Kemal Atatürk de Istambul para İzmit. O adido naval britânico na Turquia considerou o Yavuz e outras embarcações turcas como obsoletas em 1937, parcialmente porque tinham uma bateria antiaérea muito fraca, porém no ano seguinte o governo começou a planejar uma expansão de sua frota. Sob esses planos, a frota de superfície passaria a ser formada por dois cruzadores de dez mil toneladas e doze contratorpedeiros. O Yavuz seria mantido até o segundo cruzador ser comissionado em 1945, também havendo expectativa de construir um navio de 23 mil toneladas entre 1950 e 1960. Este programa de construção não se materializou, pois estaleiros estrangeiros estavam na época se concentrando nas necessidades de suas próprias nações na iminência da Segunda Guerra Mundial.
O Yavuz permaneceu em serviço durante a guerra. Ele e o Parizhskaia Kommuna eram em os únicos navios capitais no Mar Negro, com a revista Life relatando que a embarcação otomana era superior porque a soviética estava em uma condição pior. Sua bateria antiaérea foi fortalecida em 1941 com quatro canhões de 88 milímetros, dez de 40 milímetros e quatro de 20 milímetros. Estes foram depois aumentados para 22 armas de 40 milímetros e 24 de 20 milímetros. O couraçado norte-americano USS Missouri, o cruzador rápido USS Providence e o contratorpedeiro USS Power chegaram em Istambul em 5 de abril de 1946 para entregar o corpo do falecido embaixador Münir Ertegün. O Yavuz recepcionou os navios no Bósforos, come ele e o Missouri trocando saudações de dezenove tiros.
O cruzador de batalha permaneceu atracado em İzmit ou Gölcük após 1948. Foi descomissionado em 20 de dezembro de 1950 e removido do registro naval em 14 de novembro de 1954. A Turquia entrou na OTAN em 1952 e o navio recebeu o número de amura B-70. O governo turco ofereceu em 1963 vender o Yavuz para a Alemanha Ocidental para que fosse transformado em um navio-museu, mas a oferta foi recusada. Acabou sendo vendido em 1971 para a M.K.E. Seyman a fim de ser desmontado. Foi rebocado para o desmonte em 7 de junho de 1973 e os trabalhos foram finalizados em fevereiro de 1976. O Yavuz era na época de sua desmontagem o único dreadnought sobrevivente do mundo fora dos Estados Unidos. Foi o último navio da Marinha Imperial Alemã a ser desmontado e o dreadnought de serviço mais longevo na história.